# Alchemilla pavlovii
Alchemilla pavlovii é uma espécie de rosácea do gênero Alchemilla, pertencente à família Rosaceae.